# Abbaye de La Grâce-Dieu à Benon
Pour les articles homonymes, voir Abbaye de la Grâce-Dieu.
L’abbaye de la Grâce-Dieu est une ancienne abbaye cistercienne, fondée par les moines de Clairvaux, et qui était située sur le territoire de l'actuelle commune de Benon, en Charente-Maritime.

## Histoire

### Fondation
L'abbaye est fondée en 1135 par les moines de Clairvaux, dont c'est la seizième abbaye-fille. La fondation est rendue possible par des dons faits notamment par Aliénor d'Aquitaine et le roi Louis VII.

### Moyen Âge
Les moines se livrent à de grands travaux de valorisation des terres, en particulier par l'assèchement des marais d'Andilly.
Le monastère est prospère et relativement fécond : au cours des premières décennies, il fonde à son tour une abbaye-fille, celle de Charon, ainsi que les prieurés de la Névoire, et de Rioux.

### La commende
À partir de 1574, l'abbaye de la Grâce-Dieu tombe sous le régime de la commende : la gestion des biens de l'abbaye est désormais le fait d'une personne extérieure, qui jouit des richesses que produit le monastère sans être impliquée dans la discipline monastique. Comme dans l'immense majorité des maisons religieuses, cette pratique fait beaucoup baisser la ferveur religieuse et l'importance économique de l'abbaye. Ainsi, en 1723, il n'y a que quatre religieux à l'abbaye.
En revanche, contrairement à beaucoup d'autres lieux, ce régime ne dura guère (jusqu'en 1630), car l'abbaye fut détruite en grande partie lors des guerres de Religion, en particulier lors des opérations militaires ayant mené au siège de La Rochelle.
Au XVIIe siècle, l'abbaye est partiellement rebâtie, sous l'impulsion des abbés Hugues Morisset et Élie Chevrauld.

### L'abbaye après les moines

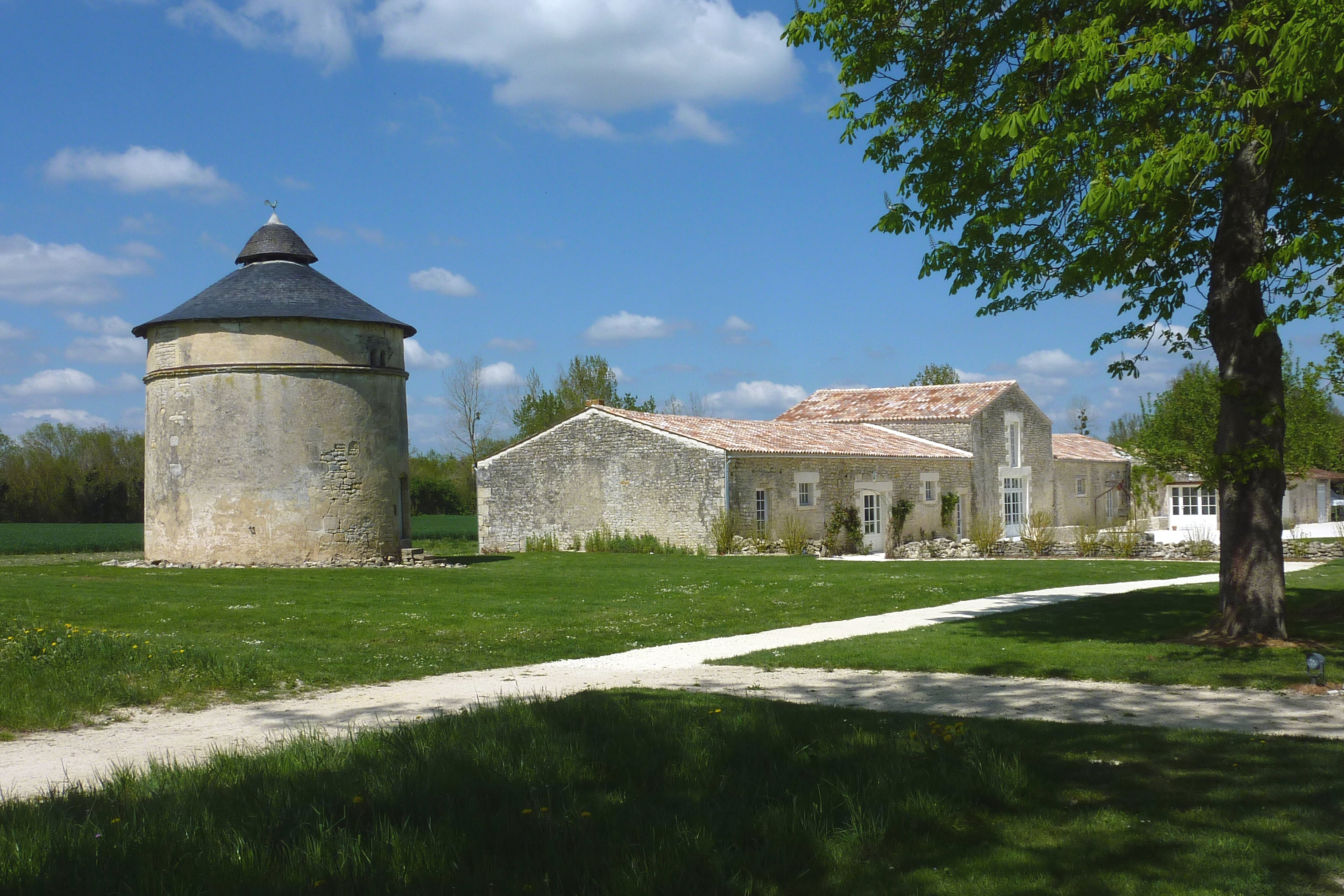
Pigeonnier et dépendances.

À la Révolution française, l'abbaye est vendue le 25 février 1791 comme bien national par Thomas-Jean Main, l'un des rénovateurs de la chamoiserie et ganterie niortaises, pour 350 100 livres.
Le 7 décembre 1893, les restes de l'ancienne abbaye et son domaine sont acquis par Louis Godet (de la famille Cognac Godet), qui deviendra maire de la commune. Sa fille épouse Christian de La Motte Rouge, dont la descendance en hérite.
Aujourd'hui, l'abbaye de la Grâce-Dieu est un lieu de réception (mariages, séminaires, hébergement). Les propriétaires actuels, Elisabeth et Olivier de Villeneuve (descendant Godet et La Motte Rouge) et leurs enfants s'efforcent d'y réaliser des travaux d'entretien et de rénovation réguliers, pour sauver ce patrimoine historique.

## L'abbaye
L'église abbatiale médiévale mesurait 41 mètres de long, 11 mètres de large, et 16 mètres sous voûte.
L'abbaye est notamment connue pour une fontaine dite miraculeuse, vers laquelle un pèlerinage annuel était organisé les 14 et 15 août.

## Filiation et dépendances
La Grâce-Dieu est fille de l'abbaye de Clairvaux et mère celle de Charon.

## Liste des abbés
- 1704- : Cyprien-Gabriel Bénard de Résay